# Mohand Larbi Mezouari
Pour les articles homonymes, voir Mohand.
Mohand Larbi Mezouari, né le 22 février 1935, est un homme politique algérien. Membre du Front de libération nationale, il était député de la quatrième circonscription électorale de la wilaya de Béjaïa au cours de la troisième législature (1987-1992).